# Liste der Stolpersteine in Vilseck
Diese Liste der Stolpersteine in Vilseck führt die vom Künstler Gunter Demnig verlegten Stolpersteine in Vilseck in der Oberpfalz auf. Mit ihnen soll Opfern des Nationalsozialismus gedacht werden, die in Vilseck lebten und wirkten.

## Verlegte Stolpersteine
In Vilseck wurden fünf Stolpersteine an zwei Anschriften verlegt.
| Stolperstein | Inschrift                                                                               | Verlegeort     | Name, Leben                      |
| ------------ | --------------------------------------------------------------------------------------- | -------------- | -------------------------------- |
|              | HIER WOHNTE EMMA ECKSTEIN GEB. WOLFSHEIMER JG. 1886 DEPORTIERT 1942 PIASK ERMORDET      | Herrengasse 8  | Emma Eckstein geb. Wolfsheimer   |
|              | HIER WOHNTE IRMA KOHNER GEB. POLLAK JG. 1900 DEPORTIERT 1942 MAJDANEK ERMORDET          | Breite Gasse 2 | Irma Kohner geb. Pollak          |
|              | HIER WOHNTE ELSA POLLAK JG. 1893 DEPORTIERT 1942 PIASK ERMORDET                         | Breite Gasse 2 | Elsa Pollak                      |
|              | HIER WOHNTE ROSA POLLAK GEB. BAUM JG. 1863 DEPORTIERT 1942 THERESIENSTADT TOT 4.1.1943  | Breite Gasse 2 | Rosa Pollak geb. Baum            |
|              | HIER WOHNTE KATHARINA SILBERMANN GEB. POLLAK JG. 1895 DEPORTIERT 1940 GURS TOT IM LAGER | Breite Gasse 2 | Katharina Silbermann geb. Pollak |

## Verlegung
- 26. Juli 2010